# Ptilodexia rubricauda
Ptilodexia rubricauda är en tvåvingeart som först beskrevs av Jacques-Marie-Frangile Bigot 1889.  Ptilodexia rubricauda ingår i släktet Ptilodexia och familjen parasitflugor.
Artens utbredningsområde är Kuba. Inga underarter finns listade i Catalogue of Life.